# Abondance (brânză)

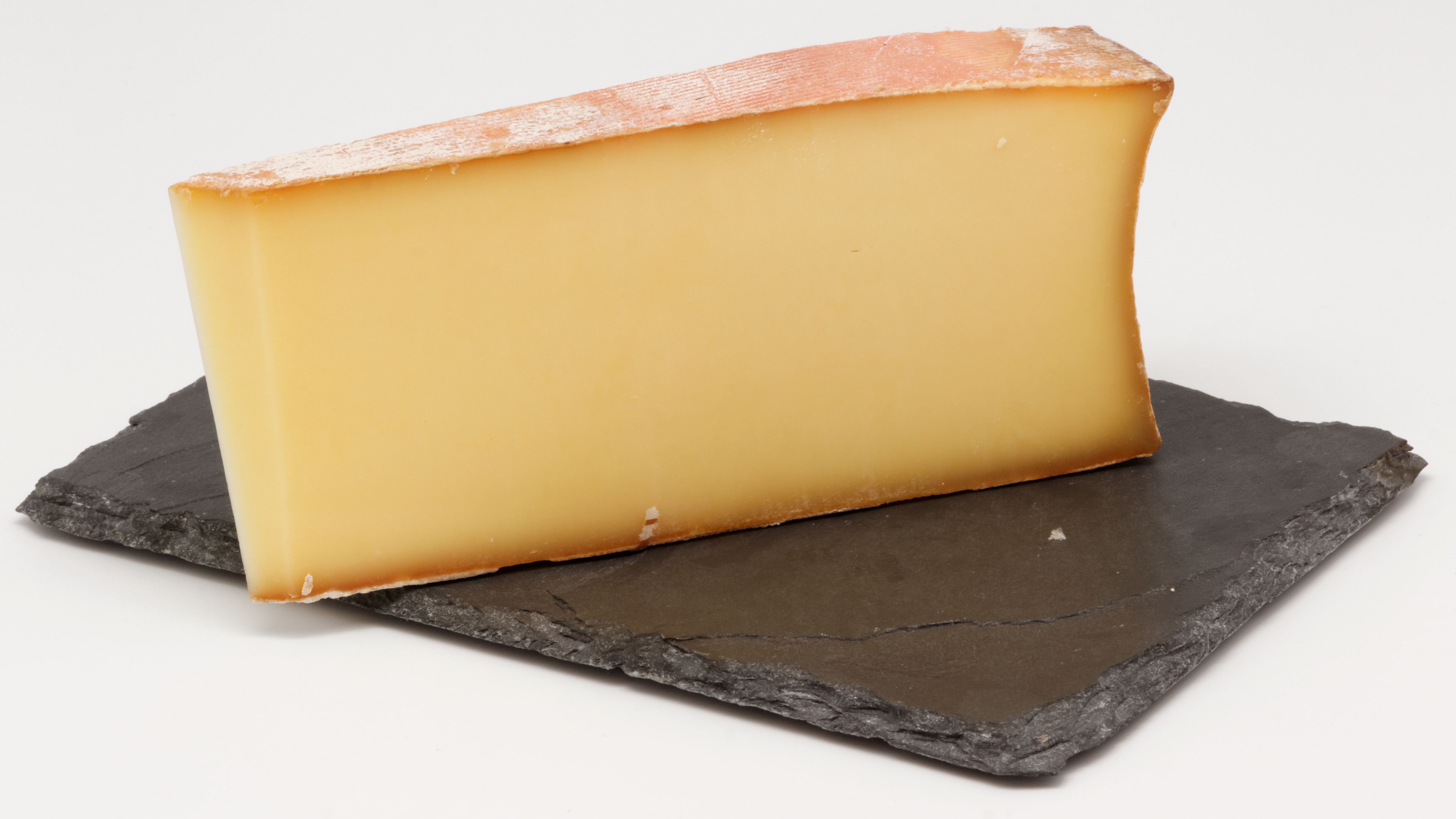
Brânza abondance

Abondance-ul este  o brânză franceză din lapte crud și integral de vacă, cu pastă presată și semifiartă. Se produce în regiunea Savoie, în special în Valea Abondance, al cărei nume îl poartă. 
Se prezintă sub forma de roată cilindrică plată, cu marginea exterioară concavă, cu diametrul aproximativ de 40 cm și cu greutatea cuprinsă între 7 și 12 kg la sfârșitul procesului de maturare. Culoarea cojii variază de la brun până la galben-aurie, cu aspect de pânză. Pasta este moale, fondantă, neelastică, de culoare variind de la ivoriu la galben deschis. Perioada de maturare durează cel puțin 100 de zile.
Brânza Abondance face obiectul unei denumiri de origine controlată (AOC) în Franța și al unei denumiri de origine protejată (AOP) în Uniunea Europeană. Se denumește „fermier” când se fabrică la fermă. Zona delimitată a denumirii se întinde pe 350.000 hectare. Laptele este obținut de la vaci de rasă Abondance, Tarentaise sau Montbéliard. Producția de Abondance AOP era de 1.400 tone în anul 2005.